# San Mateo de Gállego
San Mateo de Gállego es un municipio de la provincia de Zaragoza en España. Perteneciente a la Comarca Central, cubre una superficie de 35,9 km². Está a una distancia de 22 km de Zaragoza y situado a una altitud de 281 m, junto al río Gállego, afluente del río Ebro. Se encuentra limitado al norte con el núcleo municipal de Zuera, al sur con el barrio zaragozano de Peñaflor, al este con Leciñena y al oeste con el propio río. Incluye en su término tres polígonos industriales y el barrio del Saso. A esta población se puede acceder bien mediante la autovía de Huesca, salida de Villanueva de Gállego (Norte) o bien mediante la carretera A-123.
El gentilicio del municipio es sanmateano.

## Demografía
San Mateo de Gállego cuenta con una población de 3409 habitantes (INE 2024).
| Gráfica de evolución demográfica de San Mateo de Gállego entre 1842 y 2021                                                                                     |
| |
| Población de derecho según los censos de población del INE Población de hecho según los censos de población del INEEn este censo se denominaba San Mateo: 1842 |

## Economía
Incluye en su término tres polígonos industriales (Río Gállego I, II, III) que se extienden a lo largo de las carreteras A-123 y CV-852.

## Administración y política
| Período   | Alcalde                       | Partido |  |
| --------- | ----------------------------- | ------- |  |
| 1979-1983 | Jesús Gil Tolosa              | Ind.    |  |
| 1983-1987 |                               |         |  |
| 1987-1991 |                               |         |  |
| 1991-1995 |                               |         |  |
| 1995-1999 |                               |         |  |
| 1999-2003 |                               |         |  |
| 2003-2007 | Jesús Ramón Villagrasa Letosa | PSOE    |  |
| 2007-2011 | Jesús Ramón Villagrasa Letosa | PSOE    |  |
| 2011-2015 | Teresa Solanas                | PAR     |  |
| 2015-2019 | José Manuel González Arruga   | PSOE    |  |
| 2019-2023 | José Manuel González Arruga   | PSOE    |  |

| Partido político    | Partido político                                   | 2003   | 2007   | 2011   | 2015   | 2019   |
| Partido político    | Partido político                                   | Ediles | Ediles | Ediles | Ediles | Ediles |
|                     | Partido de los Socialistas de Aragón (PSOE-Aragón) | 5      | 7      | 5      | 6      | 6      |
|                     | Partido Popular de Aragón (PP)                     | 4      | 3      | 3      | 2      | 1      |
|                     | Chunta Aragonesista (CHA)                          | —      | 0      | 2      | 2      | —      |
|                     | Partido Aragonés (PAR)                             | 2      | 1      | 1      | 1      | —      |
|                     | Ciudadanos (CS)                                    | —      | —      | —      | —      | 3      |
|                     | Vox                                                | —      | —      | —      | —      | 1      |
| Total de concejales | Total de concejales                                | 11     | 11     | 11     | 11     | 11     |

## Servicios
Equipo de Protección Civil, Fundación Municipal San Mateo y Organismo Autónomo de Servicios Sociales.
- Consultorio médico (Medicina general y enfermería, pediatría, matrona). Se sitúa en la calle Sierra de Alcubierre y está adscrito al centro de salud de Zuera.
- E.P Infantil Pompitas. Edad de 4 meses a 3 años.
- Centro Público Integrado Galo Ponte. Infantil, primaria y secundaria. Edad de 3 años a 16 años.
- Aula de Educación de Adultos. Situada en el edificio del Cubo.
- Biblioteca. Ubicada en la planta subterránea del Ayuntamiento.
- Sala de exposiciones. Ubicada en la 2.ª planta del Ayuntamiento. Cuenta con una superficie de 100 m² divididos en dos estancias.
- Instalaciones deportivas. Cuenta con polideportivo municipal, gimnasio, 2 pistas de tenis y un frontón en el exterior.
- Centro Cultural El Cubo. Edificio que aúna actividades juveniles y culturales con la convivencia de las diferentes asociaciones municipales.
- Piscinas municipales. Tiene dos vasos de adultos y uno para niños. Cuenta con una cafetería. En el exterior hay 3 pistas de pádel, una de cristal y dos de cemento.
- Plaza de toros. Usada para los propios actos taurinos y para la celebración de diferentes eventos de la localidad.
- Residencia geriátrica La Sabina.
- Residencia Discapacidad L'Agua Salada.
- Centro social municipal. Ubica el centro de la 3.ª edad y la sede las Amas de Casa.
- Campo de fútbol Santa Engracia.
- Pabellón multiusos. Destinado a conciertos, así como a distintos actos del municipio.

## Cultura

### Patrimonio

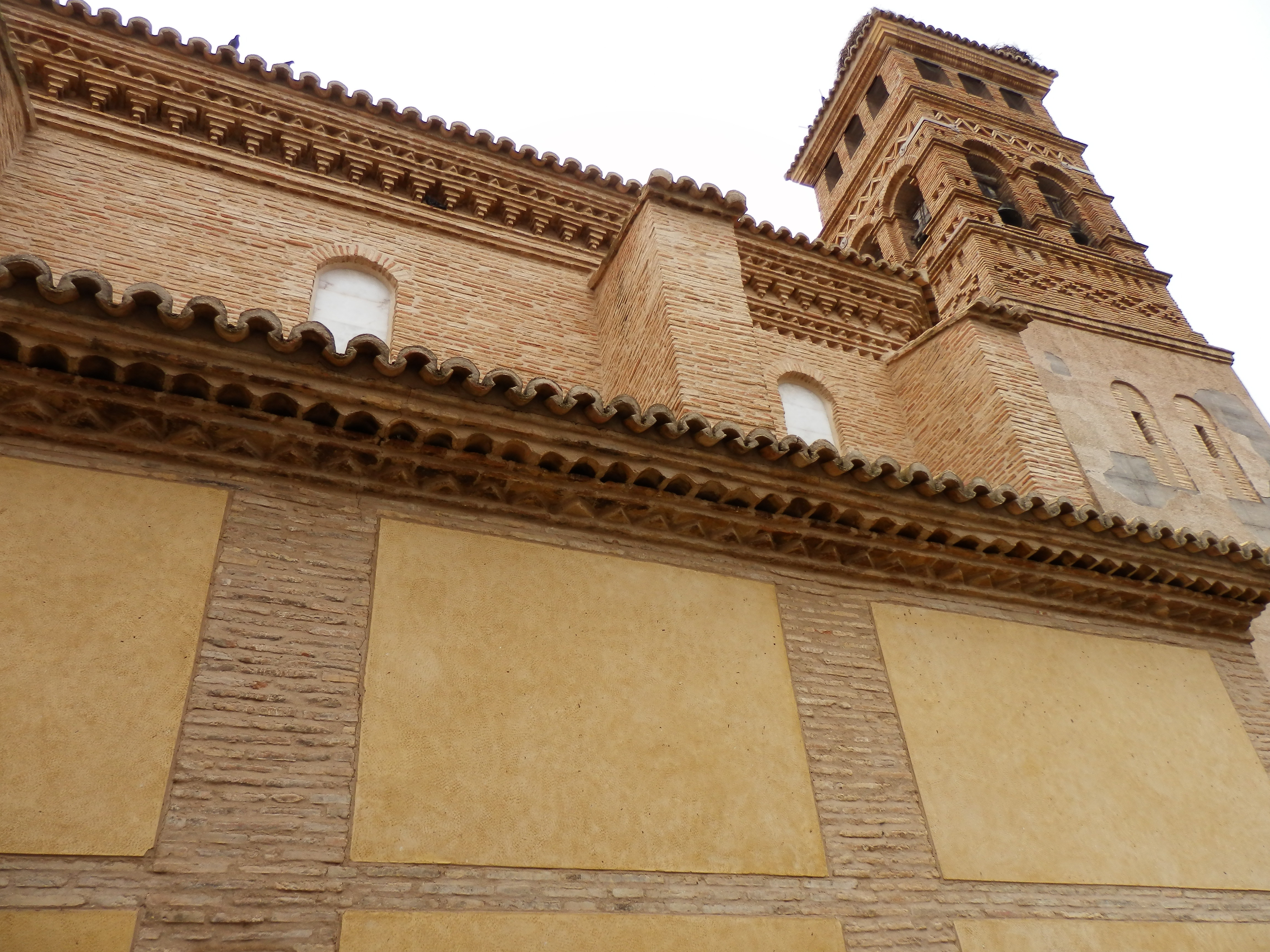
Iglesia de San Mateo

#### Iglesia
La iglesia parroquial mudéjar data del siglo XVI y su realza con su torre. Dentro de la parroquia hay tallas y retablos con valor tanto entrañable como material.
Destaca su pila bautismal y un tríptico recuperado para la parroquia.
La iglesia de San Mateo y su torre, se alzan en un extremo del casco antiguo de la villa, donde una profunda espelunca sobre el cauce del río Gállego, limita y constriñe el caserío, a la vez que sirve de mirador natural sobre el amplio valle.
La anómala situación de la Torre, tras la cabecera de la iglesia, y el carácter prismático de su cuerpo inferior, sin decoración, aparejada en groseros aljezones y sin más aberturas que los ventanales próximos a su remate, hace suponer su preexistencia como torre defensiva integrante del castillo, que aún da nombre a la plaza en que se asienta, y que, según los técnicos, podría datar del siglo XII.

### Fiestas
- San Sebastián – Festividad: 20 de enero,
- Santa Engracia – Festividad: 16 de abril,
- Virgen del Rosario – Festividad: 15 de agosto,
- San Mateo Apóstol – Festividad: 21 de septiembre.

## Hermanamientos
- Les Ancizes-Comps, Francia
- Saint-Georges-de-Mons, Francia
- Sinzing, Alemania